# Pelodes Limen
Pelodes limen (in greco antico: Πηλώδης λιμήν?) è stata un'antica città nell'Epiro meridionale. Strabone descrive il sito come parte finale di un promontorio nei pressi di un lago di acqua fresca (probabilmente il lago di Butrinto) chiamato "Pelodes limen".